# 小林浅間
小林浅間（こばやしせんげん）は、千葉県印西市の町丁。現行行政地名は小林浅間一丁目から小林浅間三丁目。郵便番号270-1315。

## 地理
南西は小林大門下、その他は小林に隣接している。

## 世帯数と人口
2017年（平成29年）10月31日現在の世帯数と人口は以下の通りである。
| 丁目           | 世帯数  | 人口  |
| -------------- | ------- | ----- |
| 小林浅間一丁目 | 199世帯 | 501人 |
| 小林浅間三丁目 | 174世帯 | 464人 |
| 計             | 373世帯 | 965人 |

## 小・中学校の学区
市立小・中学校に通う場合、学区は以下の通りとなる。
| 丁目           | 番地 | 小学校               | 中学校             |
| -------------- | ---- | -------------------- | ------------------ |
| 小林浅間一丁目 | 全域 | 印西市立小林小学校   | 印西市立小林中学校 |
| 小林浅間二丁目 | 全域 | 印西市立小林小学校   | 印西市立小林中学校 |
| 小林浅間三丁目 | 全域 | 印西市立小林北小学校 | 印西市立小林中学校 |

## 施設

### 一丁目
- 牧の里中集会所
- 浅間山公園
- 稲荷谷公園
- いなりや第1幼児公園
- いなりや第2幼児公園

### 三丁目
- 城山公園
- しろやま第1幼児公園
- しろやま第2幼児公園

## 交通

### 鉄道
地内に鉄道は通っていない。近隣の小林の成田線小林駅を利用できる。

### バス
- 印西市ふれあいバス[5][6]
  - 東ルート（小林・平岡循環ルート）[7]
    - （木下駅） - 牧の里中央 - 城山公園 - （木下駅）

### 道路
- 都道府県道
  - 千葉県道291号印西印旛線